# هیو فورد (کارگردان)
هیو فورد (انگلیسی: Hugh Ford؛ ۵ فوریه ۱۸۶۸ – ۱۹۵۲ (۸۳−۸۴ سال)) کارگردان فیلم، فیلم‌نامه‌نویس اهل ایالات متحده آمریکا بود. او کارگردان یا کمک کارگردان ۳۱ فیلم بین سال‌ها ۱۹۱۳ تا ۱۹۲۱ بود. او همچنین ۱۹ فیلم بین سال‌های ۱۹۱۳ تا ۱۹۲۰ نوشت.

## فیلم‌شناسی

### کارگردانی
- زندانی زندا
- چنین ملکه کوچکی
- بوته آزمایش (فیلم ۱۹۱۴)
- اخلاق مارکوس
- نیوب
- وقتی بیست و یک بودیم
- فروخته شده
- اشمالتز فقیر
- مروارید سفید
- زازا
- بلا دونا
- شاهزاده و گدا
- لیدیا گیلمور
- شهر همیشگی
- زن در پرونده
- خواب آتش‌سوزی
- بازار برده‌ها
- هفت کلید برای بالدپیت
- سافو
- دفاع خانم داین
- علامت خطر
- خانم ویگس کلم پچ
- The Woman Thou Gavest Me
- خدمات سری
- در میزورا
- لباس‌های غیرنظامی
- خانه او در ترتیب
- دختر لیدی رز
- تماس برای جوانان
- روز بزرگ
- اختیار قیمت

## فیلمنامه‌نویس
- زندانی زندا
- چنین ملکه کوچکی
- بوته آزمایش
- جیم د پنمن
- آبهای راکد
- شاهزاده و گدا
- حیاط قدیمی
- لیدیا گیلمور
- موش‌ها و آدم‌ها
- دیپلماسی
- دروغ بی‌گناه
- مولی باور کن
- لحظه قبل
- بیوه قرمز
- قدیسان و گناهکاران
- ابریشم و ساتن
- خانم کوچک آیلین
- سافتو
- خواب آتش‌سوزی
- خانه او در ترتیب